# Stylurus annulatus
Stylurus annulatus là loài chuồn chuồn trong họ Gomphidae. Loài này được Djakonov mô tả khoa học đầu tiên năm 1926.